# Щербина, Агриппина Сергеевна
Агриппина Сергеевна Щербина (укр. Агріпіна Сергіївна Щербина; 10 июня 1913 год, село Гнилище, Царичанская волость, Кобеляцкий уезд, Полтавская губерния — 7 сентября 1986 год, посёлок Голобородьковское, Карловский район, Полтавская область, Украинская ССР) — колхозница, звеньевая полеводческой бригады Голобородьковского свеклосовхоза Министерства пищевой промышленности СССР, Карловский район Полтавской области, Украинская ССР. Герой Социалистического Труда (1948).

## Биография
Родилась 10 июня 1913 года в крестьянской семье в селе Гнилище (сегодня — часть посёлка Царичанка Днепропетровской области). Получила начальное образование, окончив два класса церковно-приходской школы в родном селе. С 1929 года работала разнорабочей в отделении Тагамлык колхоза имени Голобородько Карловского района. В 1937 году переведена в центральное отделение колхоза, где после войны была назначена звеньевой полеводческого звена.
В 1947 году звено, руководимое Агриппиной Щербиной, собрало в среднем по 31 центнера пшеницы с каждого гектара с участка площадью 8 гектаров. В 1948 году удостоена звания Герой Социалистического Труда.
После выхода на пенсию проживала в посёлке Голобородьковское Карловского района, где скончалась в 1986 году.

## Награды
- Герой Социалистического Труда — указом Президиума Верховного Совета СССР от 30 апреля 1948 года
- Орден Ленина
- Медаль «За доблестный труд в Великой Отечественной войне 1941—1945 гг.»